# Жералду Бесстрашный
Жералду Бесстрашный (порт. Geraldo Geraldes, Geraldo sem Pavor; ? — 1173) — португальский рыцарь, воин и народный герой Реконкисты, чей театр военных действий находился в бесплодных районах Алентежу и Эстремадуры в низовьях реки Гвадиана. Город Эвора, будучи самым известным из его завоеваний, так никогда и не был отбит маврами. Его успех и независимость наводили на мысль о параллелях с кастильским героем Эль-Сидом, а Жералду называли «Сидом Португалии».

## Реконкиста в Алентежу и Эстремадуре
Около 1162 года Жералду собрал частную армию (меснада) и быстро разработал тактику, которая оказалась удивительно успешной в захвате мусульманских крепостей, хотя и не была приспособлена для осадной войны. Он совершенствовал технику ночного нападения в зимнюю или штормовую погоду, скрытного подъема стен подобранными отрядами коммандос, ликвидации часовых и открытия городских ворот для более крупных сил, дислоцированных снаружи замка. Согласно арабского хронисту Ибн Саиб Аль-Шале, в 1165 году был взят город Трухильо, затем пала Эвора, а в 1166 году были взяты Касерес, Монтанчес, Серпа и Журоменья.
Ибн Саиб почти наверняка ошибается в датировке на год. События, скорее, происходили в 1164 и 1165 годах. Более поздняя португальская хроника, the Crónica dos Godos («Хроника готов»), датирует завоевание Эворы к 1204 году от Рождества Христова, то есть 1166 годом. Трухильо был взят 14 мая 1164 года или в июне. Эвора пала в сентябре 1164 года, а Касерес был взят в декабре 1164 года или, по более поздней датировке, в сентябре 1166 года. Это были главные завоевания. Более мелкие завоевания Жералду — Монтанчес, Серпа, и Журоменья — произошли в 1165 году, но Монтанчес и Серпа, возможно, были отбиты в марте 1167 года, как утверждает один историк. Все первоисточники сходятся в том, что Санта-Крус-де-ла-Сьерра был последним успехом Жералду, взятие которого, возможно, относится к 1169 году, хотя, возможно, и раньше (1167/1168), вместе с Уреньей. Завоевание этих двух последних мест оставило Жералду в положении, чтобы беспокоить Бежа. Дату взятия Монтфрагю, которое, несомненно, было одним из завоеваний Жералду, установить невозможно.

## Конфликт с Леоном

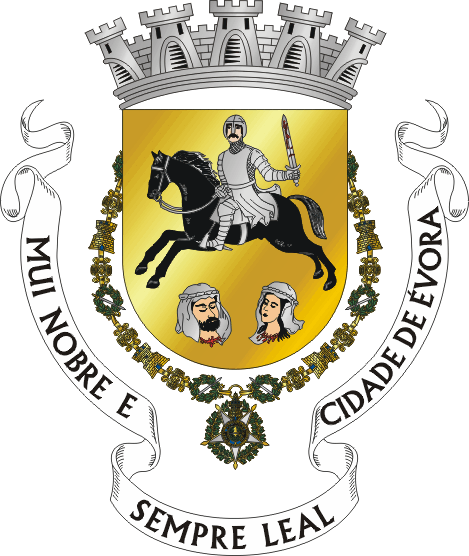
Изображение Жералду Бесстрашного на лошади на гербе города Эвора.

К 1168 году Жералду Бесстрашный добился такого успеха, что его экспансия на восток угрожала экспансии Королевства Леон на юге. Эти действия были совершены в нарушение порядка наследования, установленного Альфонсо VII около Саагуна, поскольку они включали земли, завоевание которых было поручено Леону. Некоторые из завоеваний Жералду на востоке полуострова даже были приписаны ему Кастилией. Король Леона Фердинанд II, сын Альфонсо VII, принял меры сразу же после взятия Касереса, вероятно, в начале весны 1166 года, захватив его под свой контроль. Позднее в этом же году леонцы подчинили себе Алькантару и, таким образом, обеспечив себе переправу через реку 
. Впоследствии Фердинанд Леонский вступил в союз с альмохадским халифом Юсуфом I, который предупредил его о Жералду и посягательствах португальцев на его интересы.
В начале лета 1169 года Жералду Бесстрашный захватил тайфу Бадахос и столицу эмирата после длительной осады, но арабский гарнизон укрылся в цитадели Алькасабы, осада которой продолжалась. Видя возможность добавить к своим владениям главный город региона за счет как своих мусульманских, так и христианских врагов, король Португалии Афонсу I прибыл с армией в Бадахос, чтобы сменить своего номинального вассала. Это вызвало сопротивление короля Леона Фердинанда, который объявил Бадахос своим и двинулся на юг с армией по просьбе Юсуфа, который уже послал отряд из 500 кавалеристов на помощь гарнизону. Осаждавшие португальцы сами были осаждены леонской армией, и на улицах вспыхнули бои. При попытке к бегству Афонсо был пойман за петлю ворот и сброшен с лошади, сломав себе ногу. Он был захвачен людьми Фердинанда, а Жералду — майордомом Леона Фернаном Руисом де Кастро, названный эль-Кастельно («Кастилец»). Он был важной персоной при леонском дворе и некоторое время занимал высший военный пост в столице (tenente turris Legionis, «владея башней Леона»). Он был шурин короля, женатый на Стефании Несчастной, незаконнорожденной дочери короля Альфонсо VII от его второй любовницы Урраки Фернандес, и таким образом сводной сестре короля Фердинанда II. Леонцы получили контроль над городом и алькасабой, которые они вскоре уступили своим мусульманским союзникам. Фердинанду удалось овладеть долиной Верхней Лимии и регионами Тороньо (вокруг Туя), Капрария (вокруг Верина) и Лобарсана (вокруг Шавиша). Некоторые из завоеваний Жералдуа были уступлены, чтобы выкупить его на свободу. Фердинанд сохранил Касерес, но Трухильо, Монтанчес, Санта-Крус-де-ла-Сьерра и Монфрагю он отдал Фернану Руису де Кастро.

## Служба Альмохадам
В 1171—1172 годах, когда альмохадский халиф Абу Якуб Юсуф вел войну с тайфами Валенсия и Мурсия, в Эстремадуре царила всеобщая анархия, а войска леонцев, португальцев и альмохадов сражались за господство. Жералду воспользовался отсутствием Юсуфа, чтобы завоевать Бежу в Алентежу (1172). Когда они с Афонсо разошлись во мнениях относительно того, следует ли удерживать это место или сровнять его с землей, Жералду — «обнищавший и лишенный всякой помощи» — отправился в Севилью, чтобы поступить на службу к халифу. Чтобы держать его подальше от Португалии, он был послан в Марокко с 350  солдатами. Там он получил губернаторство ас-Сус (равнины и горы Южного Марокко), но вскоре вступил в переговоры со своим бывшим монархом относительно использования Ас-Суса в качестве базы для португальского вторжения. Когда его корреспонденция была перехвачена, он был арестован и предан смерти.
Главным источником переговоров Жералду с халифом и его смерти в Марокко является Аль-Байан Аль-Мугриб Ибн Идхари Аль-Марракуши. Многие из городов и замков, которые Жералду захватил с легкостью, позднее были вновь завоеваны Альмохадами, которые настолько улучшили свои укрепления, что христиане не брали их до следующего столетия. Касерес был осажден четыре раза без успеха (1184, 1213, 1218 и 1222) и обычно упоминается как castrum famossum («знаменитый замок») или muy fuerte castillo («очень сильный замок») в христианских источниках, хотя он относительно легко достался Жералду. Трухильо был взят христианами только в 1234 году. Оборонительные сооружения Бадахоса были полностью переделаны после 1169 года, а те, что сохранились до наших дней, почти полностью относятся к периоду Альмохадов. Бадахос окончательно был взят христианами в 1226 году.

## Наследие и легенда
Жералду оставил свой след в топонимике Эстремадуры. В документе Ордена Калатравы от 1218 года Кабеса де Хиральдо («голова Жералду») упоминается как место, не указывая, где оно находилось. Два ручья, Джерадильо и Джеральдо, первый из которых вытекает из второго и впадает в реку Тахо, также названы в честь Жералду. Область, где берет начало ручей, находится в высокогорье вокруг Касас-де-Миравете, где, вполне возможно, находится Кабеса.
Легенды, которые позже возникли вокруг Жералду, кратко пересказаны французским переводчиком Луи-Адриеном Дюперроном де Кастера:

Он был знатным человеком, который, чтобы избежать законного наказания, которому несколько преступлений сделали его отвратительным, поставил себя во главе отряда вольных стрелков. Однако, устав от этой жизни, он решил примириться со своим государем каким-нибудь благородным поступком. Полный этой мысли, он однажды вечером вошел в Эвору, которая тогда принадлежала маврам. Ночью он убил часовых у одной из ворот и открыл ее своим товарищам, которые вскоре стали хозяевами этого места. Этот подвиг возымел желаемый эффект. Король простил Джеральда и назначил его губернатором Эворы. Рыцарь с мечом в одной руке и двумя головами в другой с этого времени стал гербом города.